# 石岡テレビ中継局
石岡テレビ中継局（いしおかテレビちゅうけいきょく）は茨城県かすみがうら市に置かれていたNHKテレビ中継局である。1997年3月から2011年7月24日まで電波を送信していた。

## 概要
- 茨城県内にあるため管理はNHK水戸放送局が行っている。
- 東京タワーから送出されるアナログ放送1 - 3チャンネルの映りがスポラディックE層（以下「Eスポ」）の発生により悪くなったことに対応して設置されたものである。[要出典]
- Eスポは季節的には5月中旬 - 8月上旬に発生頻度が高く、時間的には11時 - 12時と17時 - 18時頃に最も出現頻度が高い。[要出典]
- 放送エリアは、石岡市・かすみがうら市・小美玉市・土浦市・つくば市・牛久市・稲敷郡阿見町の各一部地域。[要出典]
- 東京タワーから送出される民放各局（4 - 12チャンネル）についてはEスポの発生による電波障害はほとんどないため、再送信されていない。[要出典]
- アナログのみの中継局のため、2011年7月24日24時の停波をもって運用を終え、廃止された。
- 中継局置局住所は、かすみがうら市雪入。雪入山山頂よりやや南東に下がった位置（かすみがうら市三ツ石森林公園北方）。[要出典]

## その他
- 東京タワーから送出される電波を受信しUHFに変換し再送信している。そのためEスポの発生状況が酷い場合には、この送信所からのチャンネル画像にも薄くEスポの障害が発生することがあった。
- 2004年2月にアナアナ変換が行われた（NHK総合51ch→40ch、NHK教育49ch→42ch）。そのためNHK総合テレビが放送大学学園の前橋テレビ放送所の電波の影響を受け、「同一チャンネルビート」の受信障害を起こす地域が一部であった。[要出典]
- また、NHK教育テレビが42chになったために茨城県南部の一部や千葉県北西部においてtvkの受信に一部影響が現れた。そのためJ:COM東関東では2004年3月末に再送信が打ち切られたほか、直接受信するためにパラスタックアンテナなどの高性能アンテナへの付け替えが必要になった世帯もある。[要出典]
- 代替としてかすみがうら市雪入地区と石岡市の旧八郷町南部地区の難視聴地域向けに小規模な中継局[要出典]、八郷南中継局が設置され、NHK水戸総合デジタルテレビ・NHK教育デジタルテレビは2010年12月24日、在京の民放デジタル5局は2011年10月5日にそれぞれ開局した。

## 送信施設概要（廃止時点）
| チャンネル | 放送局名    | 空中線電力       | ERP              | 放送対象地域 | 放送区域内世帯数 | 偏波面   |
| ---------- | ----------- | ---------------- | ---------------- | ------------ | ---------------- | -------- |
| 40ch       | NHK東京総合 | 映像30W 音声7.5W | 映像160W 音声40W | 関東広域圏   | 不明             | 水平偏波 |
| 42ch       | NHK東京教育 | 映像30W 音声7.5W | 映像160W 音声40W | 全国         | 不明             | 水平偏波 |

- 置局住所： かすみがうら市雪入（かすみがうら市三ツ石森林公園北方）